# Hirtobrasilianus villiersi
Hirtobrasilianus villiersi là một loài bọ cánh cứng trong họ Cerambycidae.